# Staraja Ladoga
Staraja Ladoga (rusky Ста́рая Ла́дога, do roku 1703 jen Ла́дога) je obec ve Volchovském municipálnímí rajónu Leningradské oblasti, administrativní centrum Staroladožského sdružení obcí v Ruské federaci.
Do roku 1703 byla Ladoga městem. V roce 2003 se konaly oslavy 1250. výročí Staré Ladogy, při kterých se obec prezentovala jako „někdejší hlavní město Severní Rusi“. V roce 1961 počet obyvatel Staré Ladogy činil 1059 osob.

## Původ názvu
Název obce Ladoga je skandinávského původu. Vychází ze slov staroskandinávsky Aldeigja, Aldeigjuborg a první písemná zmínka, s nímž se v původním tvaru Aldeigjar setkáváme v eposu „Bandadrapa“, sepsaného kolem roku 1010 na počest jarla Eirika.
Název Ladoga nese jak řeka, tak jezero i město, přičemž není zcela jasné, který z názvů je původní. Název města byl odvozen od názvu Ladožského jezera (finsky *aaldokas, aallokas „zvlněný“, “vzdouvající se) z výrazu aalto „vlna“), nebo od názvu řeky Ladoga (dnes Ladožka, finsky Alode-joki, přičemž alode, aloe znamená „nížinu, úval“ a jok(k)i „řeka“).